# Вучичевич-Сибирский, Владимир Дмитриевич
Влади́мир Дми́триевич Вучи́чевич-Сиби́рский (25 июля 1869, Полтава, Полтавская губерния, Российская империя — 15 сентября 1919 года, Щегловск, Томская губерния, РСФСР) — русский художник-живописец и график.

## Биография
Родился 25 июля 1869 года в Полтаве в старинной дворянской семье, ведущей свой род от сербских выходцев из Черногории. Имел брата Евгения, который также стал художником.
Юношей поступил учиться в Петербургский морской корпус, однако продолжать обучение не стал.
Вучичевич учился в Киевской школе рисования Н. И. Мурашко.
Учился в Императорской академии художеств, где его учителем был известный художник-пейзажист И. И. Шишкин. Выпускной работой Вучичевича была картина «Утро в Гельголанде». В решении Совета Императорской академии художеств от 17 ноября 1889 года ему была дана следующая характеристика: «Вучичевича пейзажи показывают несомненные его способности, но он как будто принадлежит к той группке немногих, как покойный Мехеда, В. Маковский, Ларионов и др., сомневающиеся, нужно ли пейзажисту учиться в школе». Также он учился у известного художника И. Е. Репина, которому впоследствии в поздравительном письме из Томска писал: «Пользуюсь случаем, чтобы, насколько это возможно, выразить то незабываемое, что вселилось во мне с первых дней знакомства с Вами, которым я горжусь. Вы первый поддерживали во мне энергию к работе, так часто подверженной разочарованиям».
С начала 1900-х годов жил в Томске, где преподавал рисование в Мариинской женской гимназии и Томской духовной семинарии, а также вёл занятия в местной школе прикладного искусства
С 1914 года прибавлял к фамилии приставку «Сибирский», поскольку был сильно восхищён мощью и красотой сибирской природы
В 1916 году Вучичевич вместе со своей семьёй переехал жить в Крапивинскую волость Щегловского уезда, где на левом берегу реки Томь, вблизи деревни Калашное, построил себе дом, в которой разместил большую и просторную мастерскую. Его приезд оказался крупным событием для такого небольшого поселения, поскольку именно у него в гостях многие местные жители впервые смогли увидеть такие, по тем временам, чудеса техники, как рояль, фотоаппарат, домашняя обсерватория, оснащённая телескопом и подзорными трубами.
15 августа 1919 года на дом художника напала бандитская шайка и убила двух его дочерей — Наталью и Людмилу. Сам Вучичевич-Сибирский получил тяжёлые ранения и находясь в городской больнице Щегловска 25 сентября 1919 года скончался от ран. На протяжении долгих лет считалось, что младшие дети Вучичевича-Сибирского — Николай и Татьяна — сумели выжить после случившихся трагических событий, однако оставшаяся в живых вторая жена художника — Анна Спиридоновна засвидетельствовала, что мальчик после пережитых потрясений умер в приюте для сирот, а дочь пропала без вести. Долгое время вызывала споры обстоятельства смерти художника. Так исполняющий обязанности прокурора Л. И. Глинский в своё время постановил «дело прекратить за необнаружением виновных». Однако прозаик Владимир Мазаев сумел обнаружить архивную метрическую книгу за 1919 год из которой следует, что художник скончался «от ран, нанесённых большевиками». Среди страниц книги сохранилось письмо к священнику лечащего врача Вучичевича-Сибирского, писавшего следующее: «Отец Александр! Умер в больнице художник Вучичевич — последствия ранения большевиков. Просим отпеть». Кроме того, факт причастности большевиков-партизан к смерти художника подтвердил в своей заметке «Нужно сделать картинную галерею (Вниманию ОкрОНО и ОСПС)» (газета «Кузбасс», 8 августа 1926 года) партийный работник по фамилии Федякин.На заимке в глухой тайге вблизи нынешнего поселка Зеленогорский художник погибает, порубленный бандой дезертира Александра Сажина. Убийцы не пожалели ни художника, ни его жену, ни детей. Про большевиков-гнусная и необоснованная ложь. Ночью к Вучичевичам постучался Александр Сажин. Художник доверчиво впустил соседа. За ним вошли ещё двое. Наутро свидетелям  предстали следы зверской расправы. Изнасилованы и убиты жена и дочери – нарядные девочки со старинной фотографии. У Софьи Петровны отрублены два пальца – видно,  она пыталась защищаться от занесённой сабли. На одном – обручальное золотое  кольцо, которое и положили с ней в гроб. Смертельно ранен Вучичевич. Чудом  спаслись лишь приёмные сын и дочь (Серёжа – 13 лет и Вера – 11 лет). Были ли  свидетели? Были. И не один. Вучичевич лежал в сенях, живой. Над ним склонились Елизавета Степановна Логинова, однофамилица Ф. А. Логинова, и Тихон Михайлович Сухорослов. Вучичевич сам рассказал, как всё произошло.

## Творчество

В. Д. Вучичевич-Сибирский в мастерской

В выставках участвовал с 1892 года. Совместно с В. М. Васнецовым, М. В. Нестеровым и Н. А. Врубелем в 1882 году участвовал в передвижных выставках Товарищества южнорусских художников, в 1896—1897 года в выставках Санкт-Петербургского общества художников, в 1897—1898 и 1900 года в выставках Императорской академии художеств. Кроме того его выставки проходили в таких городах как Бердичев, Кременчуг, Николаев, Полтава, Псков, Саратов, Харьков и Херсон.
Картины «Вечерок», «Дворик финна», «Зима» и «Утро» исполнены художником в жанре пейзажа. Являясь сочувствующим русским революционерам-народникам и узнав о готовящемся побеге одного из них из Белгородского централа продал свою картину «Зима» богатому петербургскому коллекционеру, а деньги передал на осуществление задуманного. И хотя картина не приняла участия в выставке, вырученные от её продажи деньги помогли успешному побегу.
Сибирский период творчества представлен в полотнах «Александровская сопка в тумане», «Байкал нахмурился», «Берег Тургаяка», «В лесу», «Весенний денёк», «Вечерняя тишина», «Домик Ф. М. Достоевского в Кузнецке», «Зимняя дорога в лесу», «На реке Оук», «Озеро», «Озеро Солон-Нур», «Осенний шум Байкала», «Пейзаж с деревом», «Первый снег», «После дождя», «Пруд», «Спрятался месяц за тучку», «Тайга» и др.

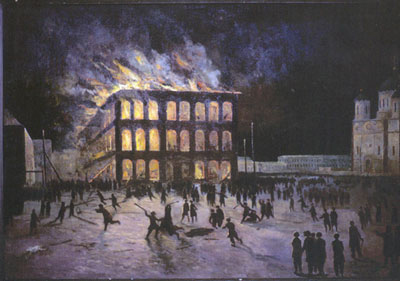
В. Д. Вучичевич-Сибирский. Черносотенный погром 1905 года в Томске.

В 1903 году совместно с коллегами-передвижниками устроил в Томске выставку своих пейзажей. Затем выставки прошли в Барнауле, Иркутске, Красноярске, Москве, Санкт-Петербурге, Томске и Чите. В том же поздравительном письме к И. Е. Репину Вучичевич-Сибирский писал по поводу своих поездок следующее: «Я объехал со своей выставкой большую часть России и доехал до Томска, где думаю отдохнуть. Дальше ехать, положительно, не стоит». Журнал «Нива» в это время отзывался о творчестве Вучичевича-Сибирского: «Мы слишком мало знаем нашу великую окраину, и многое в произведениях сибирского художника явилось для нас свежим, новым и интересным».
В 1905 году художник принимает самое живое участие в происходящих в стране революционных событиях: ходит на демонстрации, а также печатает и распространяет прокламации. Именно в это же время он пишет свою картину «Черносотенный погром в Томске (события 20 октября 1905 года)». В дальнейшем у него даже была мысль в виде художественной открытки напечатать и распространить эту картину среди общественности, но замысел не удался.
17 февраля 1906 года Вучичевич-Сибирский открыл новую выставку на которой представил свои новые работы. Полагая, что работать в стиле символизма у него не сильно хорошо получается, художник стал писать картины на небольших холстах, которые к тому же могли хорошо подходить под внутренне убранство домов томских горожан. И несмотря на довольно обыденные природные сюжеты (восходы и закаты солнца, солнечный и лунный свет на воде), он смог хорошо заработать на продаже своих полотен. Но эта же выставка породила глубокую пропасть между Вучичевичем-Сибирским и ценителями искусства. Так художница А. С. Капустина в журнале «Томский театралъ» (1906, № 3—4) отмечала: «Вучичевич — человек ещё молодой и несомненно талантливый, и будет жаль, если он пойдёт и далее по намеченному его последними выставками пути, остановится на повторении или варьировании нескольких удавшихся ему мотивов, в которых он до того набил руку, что, к великому умилению своих почитателей, может повторить эти мотивы на полотне быстро, почти моментально, чуть ли на закрывши глаза…»
После этой выставки художник намеревался устроить ещё одну, но по роковому стечению обстоятельств 21 сентября 1906 года, когда Вучичевич-Сибирский находился на похоронах своего сына, в его доме произошёл пожар и приготовленные к выставке полотна сгорели дотла. Несмотря на обрушившиеся несчастья в 1914 году он устроил персональную выставку своих работ в Санкт-Петербурге, представив на всеобщее обозрение более ста картин, посвящённых Сибири, из который тридцать три были связаны с озером Байкал.
Являясь большим любителем астрономии Вучичевич-Сибирский сумел, наблюдая через подзорную трубу, изобразить пейзаж Луны.
Большая часть творческого наследия художника пропала без вести, погибла или же находится в частных коллекциях. И всё же некоторые работы Вучичевича-Сибирского хранятся в фондах музеев Барнаула, Иркутска, Кемерово и Томска. В Иркутском областном художественном музее находятся картины «Вечер на озере», «На реке Оке», «Спрятался месяц за тучкой» и «Река Томь».В 1922 году в связи с созданием в Томске губернского музея в него из Щегловска было перевезено на хранение более десяти полотен. Девять картин находятся в Кемеровском краеведческом музее.

## Память
В январе 1993 — марте 1994 года Кемеровский краеведческий музей провёл выездную выставку полотен Вучичевича-Сибирского в Барнауле, Иркутске, Кемерово, Новокузнецке, Новосибирске и Томске.
В 1995 году администрация Кемеровской области «в честь талантливых кузбасцев, внёсших большой вклад в развитие культуры и искусства Кемеровской области и России» учредила именную премию Вучичевича-Сибирского присуждаемую за один раз в два года достижения в области декоративно-прикладного искусства: «за высокие достижения в области театрального и изобразительного искусства, концертно-исполнительной деятельности, за создание особо значимых произведений литературы, получивших широкое общественное признание». Премиальный фонд награды составляет 85 тысяч рублей.
В краеведческом музее посёлка Крапивинский находится персональная экспозиция «Гостиная художника В. Д. Вучичевича-Сибирского», а на самом здании в честь 140-летия со дня рождения художника размещена памятная доска.
Именем художника названа улица в Крапивинском и бульвар в посёлке Зеленогорский Кемеровской области.